# Rajpur (Kapilvastu)
Rajpur (nep. राजपुर) – gaun wikas samiti w zachodniej części Nepalu w strefie Lumbini w dystrykcie Kapilvastu. Według nepalskiego spisu powszechnego z 2001 roku liczył on 586 gospodarstw domowych i 3926 mieszkańców (1972 kobiet i 1954 mężczyzn).